# هيثر بوتينغ
هيثر بوتينغ هي عالمة الإنسان كندية، ولدت في 1948.

## وصلات خارجية
- هيثر بوتينغ على موقع قاعدة بيانات برودواي على الإنترنت (الإنجليزية)